# Incidente aereo del Learjet 45 di Città del Messico
Il 4 novembre 2008, un aereo della Segreteria dell'Interno messicana precipitò nel centro di Città del Messico intorno alle 18:45 ora locale. Il velivolo, un Learjet 45, trasportava il Ministro dell'Interno messicano Juan Camilo Mouriño.
L'aereo si schiantò nel traffico dell'ora di punta vicino all'incrocio tra Paseo de la Reforma e l'Anillo Periférico, nel quartiere degli affari di Las Lomas. Durante il suo avvicinamento all'aeroporto Internazionale di Città del Messico, l'aereo aveva seguito un Boeing 767 troppo da vicino e aveva incontrato una turbolenza di scia che lo aveva fatto capovolgere in una posizione a muso in giù. I piloti riuscirono a ridurre l'angolo di discesa, ma a causa dell'eccessiva velocità e dell'altitudine insufficiente, non riuscirono a riprendere il controllo dell'aereo. L'aereo si schiantò contro un edificio, esplodendo nell'impatto e uccidendo 16 persone.

## L'incidente

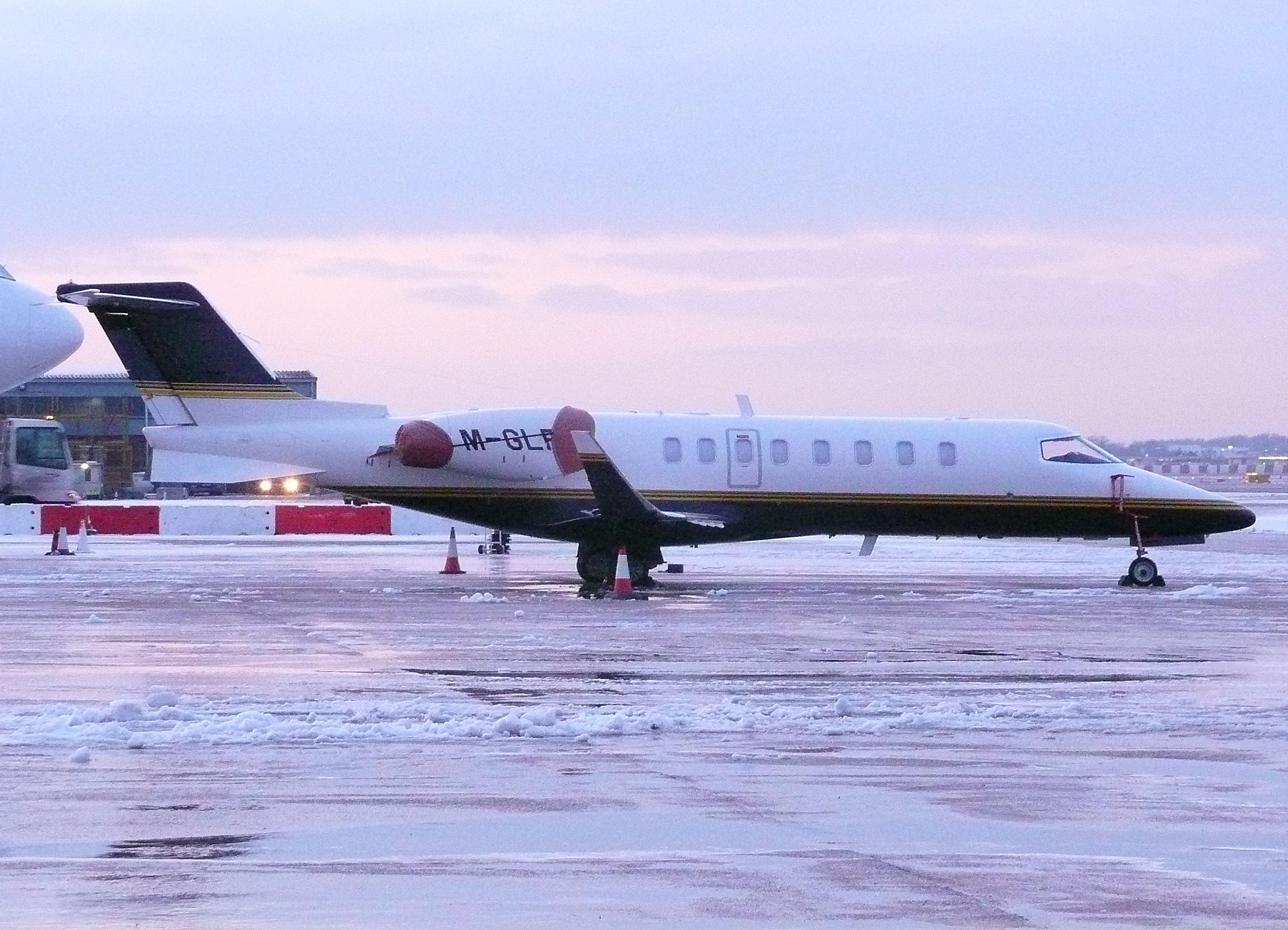
Un Learjet 45 simile a quello coinvolto nell'incidente.

Il Learjet partì da San Luis Potosí (SLP) alle 18:04 su un volo per Città del Messico. A bordo c'erano il ministro dell'interno messicano Juan Camilo Mourino, il vice procuratore generale José Luis Santiago Vasconcelos e Miguel Monterrubio Cubas, direttore della comunicazione sociale.
Il volo, per la maggior parte della sua durata, si presentò tranquillo. Alle 18:40 ora locale, il controllo del traffico aereo autorizzò i piloti ad eseguire un avvicinamento ILS alla pista 05R e di diminuire la velocità a 220 nodi (410 km/h).
Il Learjet era preceduto da un Boeing 767-300 della Mexicana (volo 1692 da Buenos Aires), cui era stato ordinato di mantenere la propria velocità a 160 nodi (300 km/h), per restare debitamente distanti dell'aeromobile che seguivano: un Airbus 318. Il Learjet iniziò lentamente, però, ad entrare nella turbolenza di scia prodotta dal Boeing. Turbolenza che risultò fatale: i piloti persero il controllo e l'aereo cadde in una discesa incontrollata. Dopo pochi secondi, l'aereo impattò al crocevia tra le Avenues Mount Pelvoux e Ferrocarril Cuernavaca. Diverse auto andarono distrutte. Tutti e 9 gli occupanti del velivolo morirono insieme ad altre sette persone a terra e altre quaranta rimasero ferite.

## Le vittime
Tutte le 9 persone a bordo e altre 7 a terra furono uccise. Tra i morti c'erano il segretario degli Interni Juan Camilo Mouriño, aiutante del presidente Felipe Calderón, e José Luis Santiago Vasconcelos, ex viceprocuratore generale.

## La risposta del governo
Dopo l'incidente, il presidente Calderón si rivolse alla nazione in diretta sulla televisione nazionale. Parlò di Mouriño come di uno dei suoi più stretti amici e collaboratori ed espresse le sue condoglianze alla famiglia. Affermò che Mouriño era stato un uomo che aveva sempre lottato per rendere il Messico un paese migliore e aveva garantito alla nazione che si sarebbe svolta un'indagine sulle cause dell'incidente aereo. Calderón incoraggiò gli uomini e le donne messicane a continuare a lottare per un paese migliore.

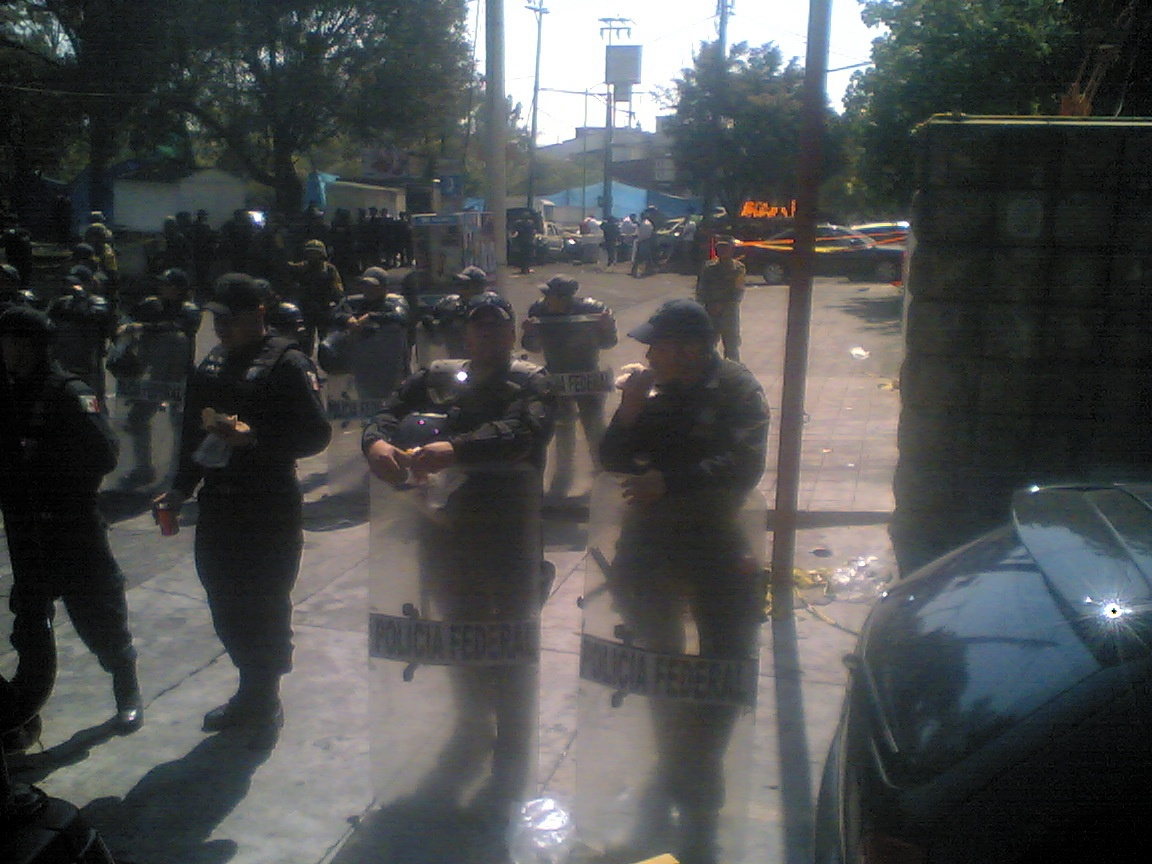
La polizia sorveglia il luogo dell'incidente.

Anche Marcelo Ebrard, Capo del Governo del Distretto Federale, espresse le sue condoglianze alla famiglia di Mouriño, assicurando che il governo di Città del Messico avrebbe rilasciato una dichiarazione alla nazione sulla questione. Ebrard affermò poi che il governo di Città del Messico avrebbe fornito aiuti finanziari a tutti i feriti che avrebbero ricevuto cure mediche, indipendentemente dal fatto che fossero stati ricoverati in ospedali privati o pubblici. Disse anche che le autorità locali avevano consegnato al procuratore generale federale tutte le registrazioni effettuate dalle telecamere di sorveglianza, insieme a tutte le testimonianze raccolte dalla polizia locale.
Diverse altre personalità politiche rilasciarono dichiarazioni sull'incidente, tra cui diversi senatori del Partito Rivoluzionario Istituzionale e Germán Martínez, leader del Partito Azione Nazionale al potere. Un gruppo di senatori di diversi partiti politici chiese al procuratore generale del Messico di indagare sull'incidente.

## Le indagini
Le scatole nere del jet furono inviate negli Stati Uniti per essere analizzate. Le informazioni raccolte da 38 minuti di conversazioni in cabina, insieme alle riprese video di una telecamera di sicurezza in cima all'Omega Office Building, fornirono la prova di una dichiarazione ufficiale del governo messicano secondo cui l'incidente era stato il risultato di un errore del pilota. Si era stabilito che il Learjet stava volando troppo vicino a un Boeing 767-300ER operato da Mexicana e di conseguenza aveva subito violente turbolenze di scia causate dal jet più grande. La distanza minima consentita per un aereo più leggero che segue un aereo più pesante è di 5 miglia nautiche (9,3 km); il Learjet era a sole 4,1 miglia nautiche (7,6 km) dietro l'aereo della Mexicana.
Le indagini sull'incidente permisero di scoprire diversi problemi relativi all'utilizzo da parte del governo messicano di appaltatori privati come piloti di aerei governativi.

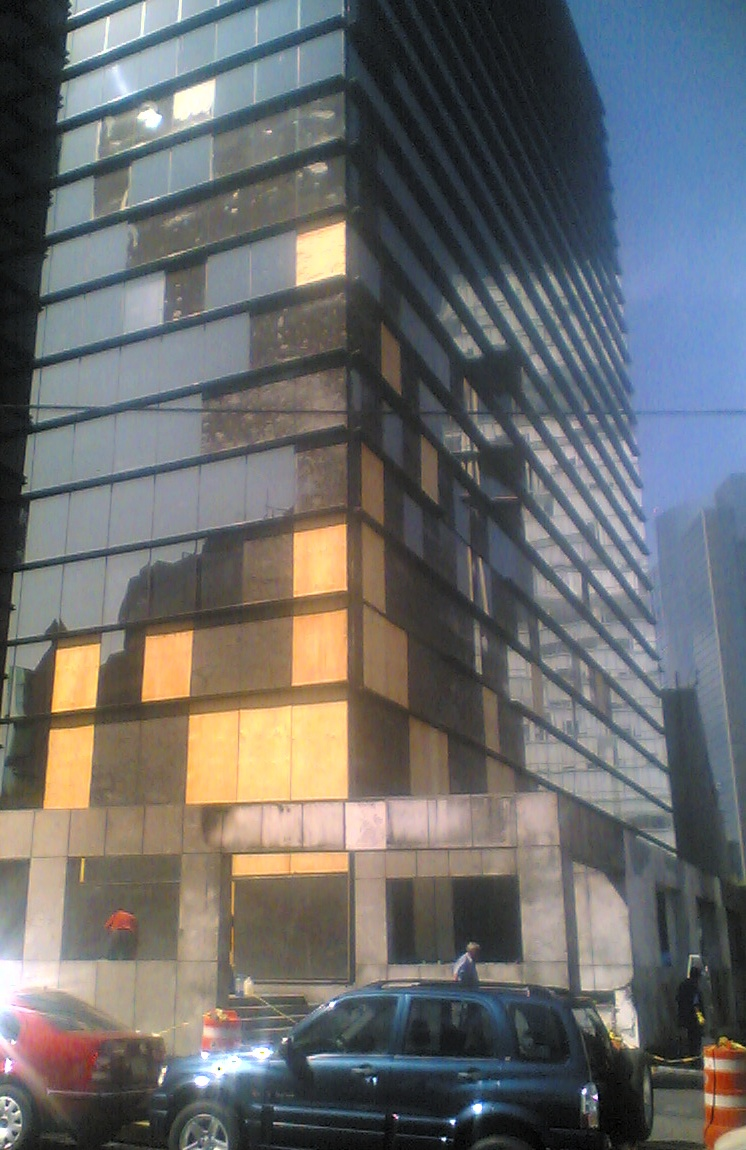
Riparazione due settimane dopo lo schianto

Durante le indagini emersero diversi elementi chiave dell’incidente:
- Il pilota Martín Olíva e il copilota Álvaro Sánchez non erano certificati per operare con il Learjet 45. L'indagine aveva concluso che entrambi avevano ricevuto certificazioni fraudolente: il comandante Olíva aveva mentito sul numero di voli di addestramento che aveva effettuato e aveva avuto problemi sui pochi voli di addestramento che aveva completato, mentre Sánchez aveva mentito dicendo di essere un istruttore del Learjet 45. Entrambi gli uomini avevano approfittato di un sistema corrotto per ottenere falsi documenti di addestramento e alcuni moduli di certificazione dei Learjet 45 non firmati dalle loro scuole di volo. Queste rivelazioni portarono le autorità messicane a sospendere le licenze di entrambe le scuole di volo.
- Il profilo di discesa aveva mostrato che i piloti non adeguatamente addestrati si erano avvicinati all'aeroporto con un angolo di discesa incoerente. L'aereo era sceso rapidamente e poi si era stabilizzato in un avvicinamento graduale all'aeroporto. L'aereo non aveva rallentato alla velocità richiesta dal controllore del traffico aereo.
- La conversazione tra l'equipaggio di volo indicava inoltre che avevano poca familiarità con il funzionamento dell'aereo; avevano espresso confusione in diverse occasioni sugli strumenti della cabina di pilotaggio e non erano riusciti a inserire le informazioni corrette nei computer di volo, non avevano seguito un piano di volo adeguato e avevano avuto difficoltà di navigazione, mancando il loro arrivo originale a San Luis Potosí di oltre 250 miglia nautiche (460 km). Inoltre, le loro conversazioni in volo erano più simili a quelle di persone alla guida di un'auto, non a quelle di piloti addestrati che seguivano un piano di volo adeguato.
- L'equipaggio aveva aspettato più di un minuto per eseguire l'ordine del controllo del traffico aereo di ridurre la velocità. Il Learjet viaggiava a 262 nodi (485 km/h), mentre il 767-300 volava a 185 nodi (343 km/h); ciò fece sì che il Learjet si avvicinasse troppo al 767-300.
- L'incidente era avvenuto durante le ore di punta dell'aeroporto con un traffico aereo intenso, che aveva messo in discussione la gestione e la programmazione dei piani di volo degli alti funzionari governativi.

- L'incidente era avvenuto proprio nel punto in cui gli aerei che entrano a Città del Messico viaggiando su una rotta di 170° (sud-sudest) effettuano una brusca virata a sinistra per allinearsi con le piste dell'aeroporto internazionale Benito Juárez a 53° (nordest). Quando il Learjet raggiunse il punto di svolta era troppo vicino dietro al Mexicana 767-300; questo fece sì che iniziasse una ripida discesa che lo fece cadere attraverso la violenta turbolenza della scia, facendo invertire l'assetto dell'aereo con il muso in giù. A questo punto, l'aereo si trovava a 1 700 piedi (520 m) dal suolo, limitando lo spazio per effettuare un recupero.

- Il tempo al momento dell'incidente era calmo, il che sosteneva le turbolenze della scia.

- Poiché l'equipaggio di volo non era qualificato per l'aereo, di fronte alle condizioni relative alla velocità, alla posizione capovolta a punta in giù e all'altitudine insufficiente, non era stato in grado di riprendere il controllo dell'aereo. Anche se era troppo tardi per fare qualche differenza e troppo marginale per avere un significato, l'equipaggio di volo riuscì a ridurre l'angolo di discesa da 45° a 40° prima di toccare il suolo a oltre 300 miglia all'ora (480 km/h).

## Nella cultura di massa
L'incidente è stato ripreso nel programma canadese Indagini ad alta quota, nella quattordicesima stagione, all'interno dell'ottavo episodio: Il volo del ministro. Questo è andato in onda, su National Geographic il 17 febbraio 2015, in italiano.